# Miramar EC
Miramar EC is een Braziliaanse voetbalclub uit Cabedelo in de deelstaat Paraíba.

## Geschiedenis
De club werd opgericht in 1928 en speelde in 1932 voor het eerst in de hoogste klasse van het Campeonato Paraibano. Daarna duurde het tot 2002 vooraleer de club nog eens in de hoogste klasse kon spelen. Na een degradatie in 2004 kon de club nog terugkeren in 2011 en 2015, telkens voor één seizoen.